# Wálter Guimarães
Wálter Guimarães (Rio de Janeiro, 1913. május 17. – 1997) brazil labdarúgóhátvéd.